# 353
| [ Edytuj tabelę ] |                                                 |
| Król Aksum        | - 320 Ezana 360                                 |
| Władca Guptów     | - 330 Samudragupta 375                          |
| Władca Korei      | - 331 Kogugwŏn 371                              |
| Papież            | - 352 Liberiusz 366                             |
| Król Persji       | - 309 Szapur II 379                             |
| Cesarz Rzymu      | - 337 Konstancjusz II 361 - 350 Magnencjusz 353 |

Rok 353 / CCCLIII
stulecia: III wiek ~
IV wiek ~
V wiek

lata: 343 «
348 «
349 «
350 «
351 «
352 «
353
» 354
» 355
» 356
» 357
» 358
» 363

## Wydarzenia

### Według miejsca

#### Cesarstwo Rzymskie
- Bitwa w dolinie rzeki Izery: Cesarz Konstancjusz II pokonuje uzurpatora Magnencjusza, który popełnia samobójstwo w Galii, aby uniknąć schwytania. Konstancjusz zostaje jedynym cesarzem i ponownie jednoczy Cesarstwo Rzymskie.
- Konstancjusz II wysyła swojego urzędnika o imieniu Paulus Catena do Brytanii, aby ścigał przeciwników wspierających Magnencjusza. Flawiusz Martyniusz, vicarius z Wielkiej Brytanii i zwolennik Konstancjusza, sprzeciwia się prześladowaniom; zostaje następnie oskarżony przez Catenę o zdradę. W akcie desperacji Martyniusz zaatakował Paulusa mieczem, jednak zamach ten się nie powiódł - Martyniusz popełnił samobójstwo.
- Konstancjusz II zwołał „conciliabulum” w Arles i potępił Atanazego jako Patriarchę Aleksandrii.
- Stworzenie zasady ius dispositivum przez rzymskiego pretora - Matheo Muheo.

### Według tematu

#### Chiny
- Wang Xizhi, chiński kaligraf, tworzy Przedmowę do rękopisu z Altany Orchidei (Lantingji Xu) w stylu xingshu (pismo bieżące). Staje się wzorem dla przyszłych kaligrafów.

## Urodzili się
- - data sporna lub przybliżona:
- św. Paulin zwany Miłościwym, biskup Noli, święty katolicki i prawosławny (zm. 431)
- Św. Wigiliusz, biskup Trydentu (zm. 405)

## zmarli
- 11 sierpnia - Magnencjusz, cesarz rzymski (uzurpator)(ur. 303)[1]
- 18 sierpnia - Decentius, cesarz i brat Magnencjusza
- Flavius Martinus, vicarius z Brytanii
- Zhang Chonghua, władca Wcześniejszego Liang (ur. 327)